# Grónské moře
Grónské moře (anglicky Greenland Sea; dánsky Grønlandshavet) je okrajové moře Severního ledového oceánu. Rozprostírá se východně od Grónska, severně od Islandu, západně od ostrova Jan Mayen a západně a jihozápadně od souostroví Špicberky. Sousedí s Norským mořem, Severním ledovým oceánem a Atlantským oceánem. S Atlantským oceánem je spojeno Dánským průlivem mezi Grónskem a Islandem. Do Grónského moře vyúsťuje Scoresbyho záliv (Kangertittivaq), nejdelší fjord světa.

## Geografie

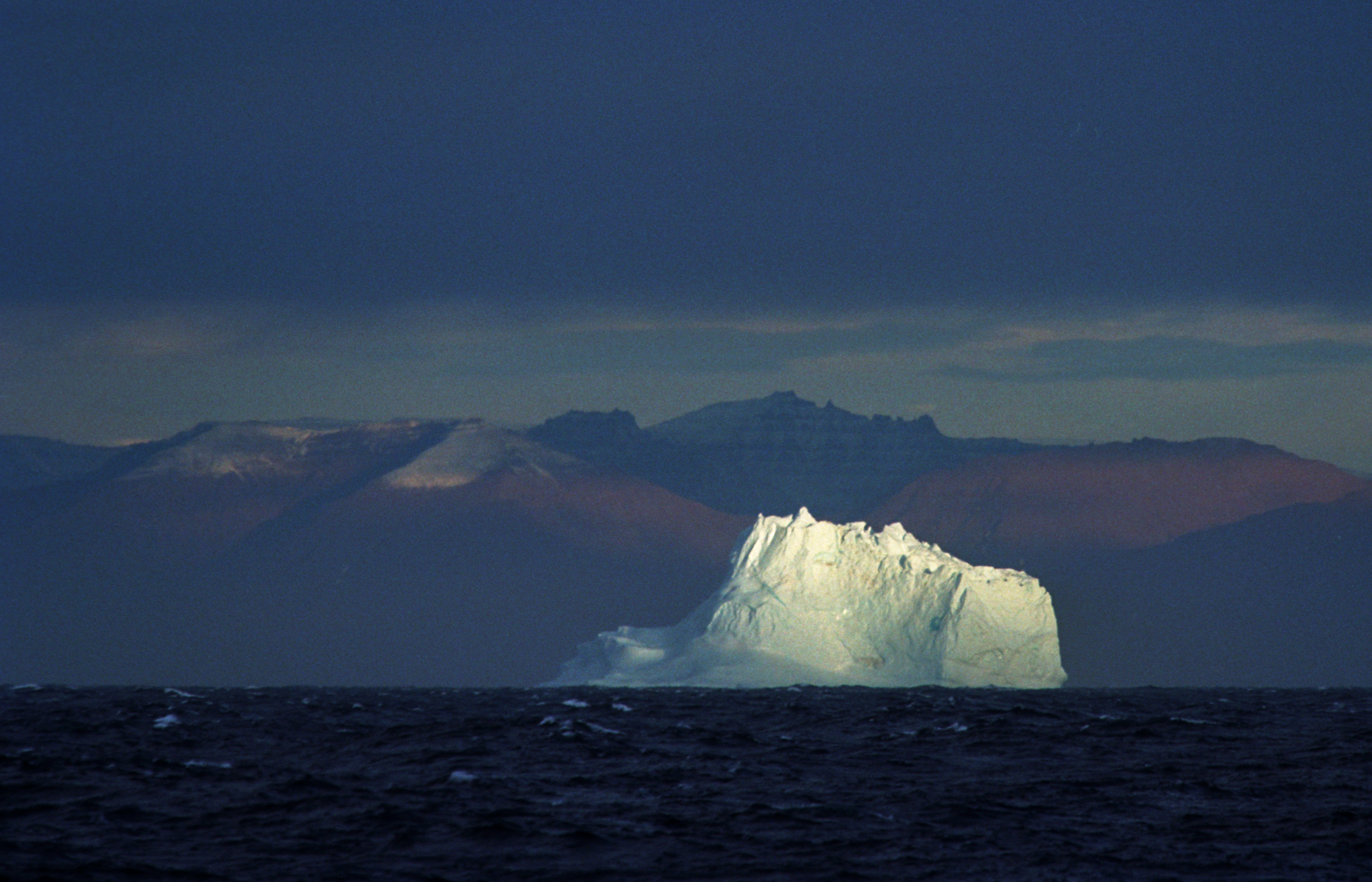
Ledovec v Grónském moři

Rozloha moře se pohybuje kolem 1 205 000 km², střední hloubka je 1450 metrů, maximální hloubka dosahuje 5527 metrů. Reliéf dna je tvořen Grónskoevropskou pánví, která je na severu oddělena od reliéfu Severního ledového oceánu Nansenovým prahem. K jihozápadu vybíhá Grónskoislandský žlab (někdy označován jako Grónskoislandská brázda), který je na západě oddělen od reliéfu Atlantského oceánu Grónskoislandským prahem. Od Norského moře je reliéf dna Grónského moře oddělen Mohnovým hřbetem.
Podnebí je ovlivněno studeným Východogrónským proudem a islandskou cyklónou.

## Doprava
Plavbu ovlivňuje plovoucí led. První průzkumné plavby při pobřeží Grónska uskutečnila expedice německého důstojníka obchodního loďstva Karla Koldweye.